# Krušovice
Krušovice (deutsch Kruschowitz) ist eine Gemeinde in Tschechien. Sie liegt neun Kilometer nordöstlich von Rakovník und gehört zum Okres Rakovník.

## Geographie
Krušovice befindet sich in 379 m ü. M. Die Gemeindefläche beträgt 636 ha.
Durch den Ort im Tal des Krušovický potok führt die Europastraße 48 zwischen Lubenec und Nové Strašecí. Im Südosten liegt der 537 m hohe Hausberg Louštín (Lauernstein), der höchste Berg des Džbán (Krugwald) im Norden des Brdywaldes.

## Geschichte

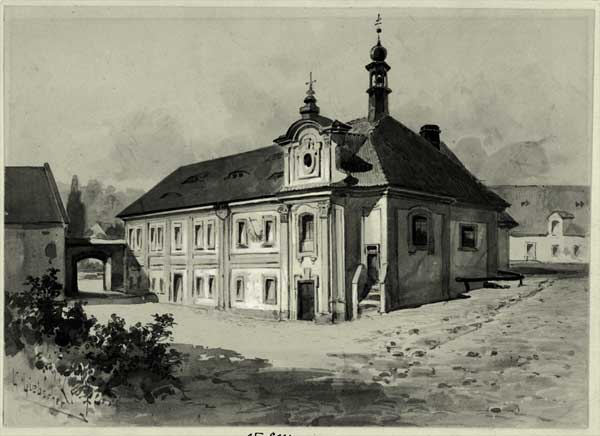
Schloss Krušovice (1890)

Der Ort Krušovice entstand wahrscheinlich um das Jahr 1000. Erstmals urkundlich genannt wurde er unter Přemysl Ottokar II. in der zweiten Hälfte des 13. Jahrhunderts bei einer Lehnsreichung.
Bekannt ist das Dorf vor allem durch die Königliche Brauerei Krušovice, die erstmals 1581 im Zusammenhang eines Verkaufsangebotes, das ihr Besitzer Jiří Bírka von Násile an Kaiser Rudolf II. machte, erwähnt wurde.
Zu den weiteren Besitzern gehörten die Waldsteiner, zu deren Zeiten das Barockschloss entstand. 1733 ging Krušovice durch Heirat an das Fürstenhaus Fürstenberg.

## Sehenswürdigkeiten
- Schlosskapelle im Hof der Königlichen Brauerei, erbaut von Johann Josef von Waldstein
- Hus-Schule mit Sgraffitifassaden, erbaut 1915 nach Plänen von Ladislav Skřivánek

## Veranstaltungen
- Kirmes im Juni

## Söhne und Töchter der Gemeinde
- Karl Egon IV. zu Fürstenberg (1852–1896), Standesherr und Politiker
- Ignác Ondříček (1807–1871), Geiger und Kapellmeister
- Václav Rabas (1885–1954), tschechischer Maler